# Liste der Monuments historiques in Brécy (Cher)
Die Liste der Monuments historiques in Brécy (Cher) führt die Monuments historiques in der französischen Gemeinde Brécy auf.

## Liste der Bauwerke
| Bezeichnung               | Beschreibung                  | Standort | Kennzeichnung | Schutzstatus | Datum | Bild           |
| ------------------------- | ----------------------------- | -------- | ------------- | ------------ | ----- | -------------- |
| Burg und späteres Schloss | Erbaut ab dem 13. Jahrhundert | (Lage)   | PA18000039    | Inscrit      | 2007  | weitere Bilder |

## Liste der Objekte
| Bezeichnung      | Beschreibung                              | Standort                        | Kennzeichnung | Schutzstatus | Datum | Bild |
| ---------------- | ----------------------------------------- | ------------------------------- | ------------- | ------------ | ----- | ---- |
| Retabel          | Stein, polychrom gefasst, 15. Jahrhundert | in der Kirche St-Germain (Lage) | PM18000154    | Classé       | 1913  |      |
| Weihwasserbecken | Stein, 12. Jahrhundert                    | in der Kirche St-Germain (Lage) | PM18000153    | Classé       | 1913  |      |